# PSV in het seizoen 2007/08
Dit is een pagina met diverse statistieken van voetbalclub PSV uit het seizoen 2007/2008. Het was het 52e opeenvolgende seizoen dat de club uit Eindhoven uitkwam in de hoogste divisie van het Nederlandse profvoetbal, de Eredivisie.

## Voorbeschouwing
PSV nam afscheid van Phillip Cocu die zijn contract niet verlengde bij PSV. Ook de contracten van Patrick Kluivert en Michael Reiziger liepen af, maar die contracten werden door PSV niet verlengd. Oscar Moens beëindigde zijn loopbaan, ondanks een doorlopend contract. Alex vertrok naar Chelsea FC.
Op maandag 9 juli begon voor PSV de voorbereiding voor het nieuwe seizoen. Ook de nieuwe aankopen Danko Lazović, Mike Zonneveld, Bas Roorda en Tommie van der Leegte waren van de partij. De grote afwezige was Arouna Koné. Hij was in de veronderstelling, dat hij wat langer vakantie had, vanwege een interland. Diezelfde week nog zou PSV Slobodan Rajković van Chelsea huren en Kenneth Pérez van AFC Ajax overnemen. Ondanks vele geruchten, bleef het daarna op transfergebied stil bij PSV. Alleen Cássio Ramos werd gecontracteerd.
Desondanks telt de selectie ten opzichte van het vorige seizoen elf nieuwe gezichten. Naast de reeds genoemde spelers, keerde Ismaïl Aissati, Otman Bakkal terug van een verhuurperiode van FC Twente. Jonathan Reis was eindelijk speelgerechtigd in Nederland en voegde zich bij de A-selectie. Dit gold ook voor Fagner.
Een smet op de voorbereiding was de blessure van Jefferson Farfán, die bij de Copa America 2007 een enkelband had gescheurd. Arouna Koné bleek malaria te hebben. Ondanks dat PSV vooral aanvallers had aangetrokken, bleek de aanval toch nog een zorgenkindje. Doordat Lazovic nog een schorsing uitzit vanwege een rode kaart aan het einde van vorig seizoen, speelde PSV tijdens de finale om de Russian Railways Cup met Jonathan en Bakkal in de voorhoede. Dit duo vormde ook het aanvalsduo tegen Ajax om de Johan Cruijff-schaal 2007.
Eind augustus was PSV in onderhandeling met Sevilla FC over de overgang van Arouna Koné. Uiteindelijk werden beide ploegen het op 29 augustus met elkaar eens over de transfer, die ongeveer €11 miljoen op moet leveren. Uiteindelijk werd hij op 30 augustus getransfereerd naar Sevilla voor €12 miljoen. Als vervanger werd Danny Koevermans van AZ aangetrokken. Ook werd Csaba Fehér voor een jaar verhuurd aan NAC Breda.
In de winterstop vertrok Kenneth Pérez weer bij PSV en tekende een contract bij AFC Ajax. Als vervanger kwam Balázs Dzsudzsák een half jaar eerder bij PSV, dan gepland. De Hongaar is afkomstig van Debreceni VSC. Vlak voor het verstrijken van de transferdeadline vertrok Manuel da Costa naar het Italiaanse Fiorentina.
PSV verlengde in de loop van het seizoen de contracten van Dirk Marcellis en Rens van Eijden.
In oktober 2007 nam PSV afscheid van coach Ronald Koeman. Al in de zomer meldde Valencia zich bij Ronald Koeman. De trainer van PSV maakte destijds aan de Eindhovense clubleiding al duidelijk dat hij graag zijn ’droom’ wilde realiseren: trainer worden bij een topclub in Spanje. Hij volgde daar trainer Quique Flores op die na vier nederlagen in vijf wedstrijden ontslagen bij de nummer vier van de Primera Division.
PSV koos er niet voor dwars te gaan liggen. Algemeen directeur Jan Reker wilde niet dat PSV het voorbeeld van Ajax zou volgen, waar het vertrek van Henk ten Cate naar Chelsea voor veel commotie zorgde. Opvolger van Koeman werd Sef Vergoossen, die op dat moment nog coach was in Japan voor Nagoya Grampus Eight.

## Wedstrijden

### Programma/Uitslagen

#### Voorbereiding
| Competitie | Datum     | Thuis             | Uitslag | Uit          | Doelpuntenmakers (PSV)                                                            | Bijzonderheden |
| ---------- | --------- | ----------------- | ------- | ------------ | --------------------------------------------------------------------------------- | -------------- |
| VRS        | 14-07-'07 | Wilhelmina '08    | 0 - 10  | PSV          | Voss (2x), Vayrynen (2x), Pérez, Kromkamp, De Jong, Lazovic, Afellay, Zeefuik     |                |
| VRS        | 17-07-'07 | Herpinia          | 1 - 13  | PSV          | Pérez (4x), Zeefuik (2x), Afellay (2x), Väyrynen (2x), De Jong, Kromkamp, Lazovic |                |
| VRS        | 19-07-'07 | Sparta '25        | 0 - 10  | PSV          | Koné (2x), Bakkal (2x), Afellay (2x), Lazovic, Da Costa, Simons, Marcellis        |                |
| VRS        | 21-07-'07 | DOSKO '32         | 0 - 10  | PSV          | Lazovic (4x), Aissati (2x), Koné (2x), Bakkal, Afellay                            |                |
| VRS        | 25-07-'07 | VVV-Venlo         | 1 - 1   | PSV          | Afellay                                                                           |                |
| VRS        | 28-07-'07 | MSV Duisburg      | 2 - 1   | PSV          | e.d. Michael Lamey                                                                |                |
| RRC        | 02-08-'07 | AC Milan          | 0 - 0   | PSV          |                                                                                   | PSV w.n.s 3-4  |
| RRC        | 02-08-'07 | Real Madrid       | 1 - 2   | PSV          | Aissati, Zonneveld                                                                |                |
| JCS        | 11-08-'07 | Ajax              | 1 - 0   | PSV          |                                                                                   |                |
| VRS        | 14-08-'07 | v.v. UNA          | 0 - 3   | PSV          | Afellay, Bakkal, Lazovic                                                          |                |
| VRS        | 11-10-'07 | FCV Dender EH     | 2 - 3   | PSV          | Bakkal, Zonneveld                                                                 |                |
| VRS        | 08-01-'08 | Fortuna Sittard   | 0 - 2   | PSV          | eigen doelpunt Van den Ouweland, Afellay                                          |                |
| VRS        | 05-02-'08 | PSV               | 0 - 0   | RKC Waalwijk |                                                                                   |                |
| VRS        | 03-05-'08 | PAOK Thessaloniki | 2 - 1   | PSV          | Zeefuik                                                                           |                |

VRS = Vriendschappelijke wedstrijd
JCS = Johan Cruijff Schaal
RRC = Russian Railways Cup

#### Eredivisie
| Competitie | Datum     | Thuis            | Uitslag | Uit              | Doelpuntenmakers (PSV)                                         | Toeschouwers |
| ---------- | --------- | ---------------- | ------- | ---------------- | -------------------------------------------------------------- | ------------ |
| COM        | 19-08-'07 | Heracles Almelo  | 0 - 2   | PSV              | Ibrahim Afellay, Mike Zonneveld                                | 8.485        |
| COM        | 25-08-'07 | PSV              | 5 - 0   | N.E.C.           | Lazovic 2×, Addo, Fagner, Bakkal                               | 33.400       |
| COM        | 01-09-'07 | FC Twente        | 0 - 0   | PSV              |                                                                | 13.150       |
| COM        | 15-09-'07 | PSV              | 1 - 0   | Vitesse          | Koevermans                                                     | 33.200       |
| COM        | 23-09-'07 | PSV              | 4 - 0   | Feyenoord        | Kenneth Pérez 2×, Edison Mendez, Danny Koevermans              | 35.000       |
| COM        | 29-09-'07 | NAC Breda        | 1 - 1   | PSV              | Kenneth Pérez                                                  | 15.980       |
| COM        | 06-10-'07 | PSV              | 4 - 0   | Willem II        | Danny Koevermans 2×, Jefferson Farfán                          | 33.100       |
| COM        | 20-10-'07 | PSV              | 3 - 1   | VVV-Venlo        | Otman Bakkal, Danny Koevermans 2×                              | 33.600       |
| COM        | 28-10-'07 | Sparta Rotterdam | 1 - 4   | PSV              | Danko Lazović, Mike Zonneveld, Kenneth Pérez, Jefferson Farfán | 10.450       |
| COM        | 03-11-'07 | Sc Heerenveen    | 2 - 1   | PSV              | Danko Lazović                                                  | 25.500       |
| COM        | 11-11-'07 | PSV              | 1 - 1   | AZ               | Jefferson Farfán                                               | 33.600       |
| COM        | 24-11-'07 | Excelsior        | 1 - 4   | PSV              | Otman Bakkal, Danny Koevermans, Danko Lazović, Kenneth Pérez   | 3.250        |
| COM        | 01-12-'07 | De Graafschap    | 0 - 1   | PSV              | Jefferson Farfán                                               | 12.300       |
| COM        | 07-12-'07 | PSV              | 2 - 4   | Roda JC          | Danny Koevermans 2×                                            | 33.000       |
| COM        | 22-12-'07 | PSV              | 4 - 1   | FC Utrecht       | Kenneth Pérez 2×, Danko Lazović, Danny Koevermans              | 33.000       |
| COM        | 26-12-'07 | FC Groningen     | 2 - 1   | PSV              | Alcides Araújo Alves                                           | 20.000       |
| COM        | 30-12-'07 | PSV              | 2 - 0   | NAC Breda        | Danny Koevermans, Kenneth Pérez                                | 33.400       |
| COM        | 12-01-'08 | Feyenoord        | 0 - 1   | PSV              | Otman Bakkal                                                   | 45.000       |
| COM        | 20-01-'08 | VVV-Venlo        | 1 - 1   | PSV              | Balázs Dzsudzsák                                               | 3.000        |
| COM        | 26-01-'08 | PSV              | 3 - 1   | Sparta Rotterdam | Danko Lazović, Jan Kromkamp, Jason Čulina                      | 35.000       |
| COM        | 23-01-'08 | PSV              | 2 - 1   | Excelsior        | Balázs Dzsudzsák, Danny Koevermans                             | 35.000       |
| COM        | 30-01-'08 | Ajax             | 0 - 2   | PSV              | Balázs Dzsudzsák, Otman Bakkal                                 | 50.000       |
| COM        | 02-02-'08 | AZ               | 0 - 2   | PSV              | Danko Lazović, Ibrahim Afellay                                 | 15.000       |
| COM        | 09-02-'08 | PSV              | 1 - 1   | Sc Heerenveen    | Otman Bakkal                                                   | 35.000       |
| COM        | 16-02-'08 | Willem II        | 0 - 1   | PSV              | Timmy Simons                                                   | 14.192       |
| COM        | 24-02-'08 | PSV              | 4 - 1   | De Graafschap    | Danko Lazović (2x), Otman Bakkal, Timmy Simons                 | 33.200       |
| COM        | 02-03-'08 | FC Utrecht       | 3 - 1   | PSV              | Timmy Simons                                                   | 21.700       |
| COM        | 16-03-'08 | Roda JC          | 1 - 1   | PSV              | Jefferson Farfán                                               | 18.480       |
| COM        | 22-03-'08 | PSV              | 3 - 0   | FC Groningen     | Danny Koevermans (2x) Otman Bakkal                             | 33.200       |
| COM        | 29-03-'08 | N.E.C.           | 0 - 0   | PSV              |                                                                | 12.500       |
| COM        | 06-04-'08 | PSV              | 2-0     | Heracles Almelo  | Timmy Simons, Jefferson Farfán                                 | 33.000       |
| COM        | 13-04-'08 | PSV              | 1-1     | FC Twente        | Jefferson Farfán                                               | 33.700       |
| COM        | 20-04-'08 | Vitesse          | 0-1     | PSV              | Danko Lazović                                                  |              |

#### KNVB beker
| Competitie | Datum     | Thuis           | Uitslag | Uit | Doelpuntenmakers (PSV)                         | Toeschouwers |
| ---------- | --------- | --------------- | ------- | --- | ---------------------------------------------- | ------------ |
| KNVB       | 26-09-'07 | Jong Heerenveen | 0 - 3   | PSV | Jonathan Reis, Kenneth Pérez, Danny Koevermans | 12.000       |

#### Champions League
De volgende wedstrijden werden gespeeld in het kader van Champions League 2007/08
| Competitie | Datum     | Thuis          | Uitslag | Uit            | Doelpuntenmakers (PSV)       | Toeschouwers |
| ---------- | --------- | -------------- | ------- | -------------- | ---------------------------- | ------------ |
| CL         | 19-09-'07 | PSV            | 2 - 1   | CSKA Moskou    | Danko Lazović, Kenneth Pérez |              |
| CL         | 02-10-'07 | Internazionale | 2 - 0   | PSV            |                              |              |
| CL         | 23-10-'07 | PSV            | 0 - 0   | Fenerbahçe SK  |                              |              |
| CL         | 07-11-'07 | Fenerbahçe SK  | 2 - 0   | PSV            |                              |              |
| CL         | 27-11-'07 | CSKA Moskou    | 0 - 1   | PSV            | Jefferson Farfán             |              |
| CL         | 12-12-'07 | PSV            | 0 - 1   | Internazionale |                              |              |

#### UEFA Cup
De volgende wedstrijden werden gespeeld in het kader van UEFA Cup 2007/08
| Competitie | Datum     | Thuis             | Uitslag | Uit               | Doelpuntenmakers (PSV)                   | Toeschouwers |
| ---------- | --------- | ----------------- | ------- | ----------------- | ---------------------------------------- | ------------ |
| UC         | 13-02-'08 | PSV               | 2 - 0   | Helsingborgs IF   | Timmy Simons (strafschop), Danko Lazović |              |
| UC         | 21-02-'08 | Helsingborgs IF   | 1 - 2   | PSV               | Otman Bakkal, Danko Lazović              |              |
| UC         | 06-03-'08 | Tottenham Hotspur | 0 - 1   | PSV               | Jefferson Farfán                         |              |
| UC         | 12-03-'08 | PSV               | 0 - 1   | Tottenham Hotspur | PSV wns 6-5                              |              |
| UC         | 03-04-'08 | Fiorentina        | 1 - 1   | PSV               | Danny Koevermans                         | 34.317       |
| UC         | 10-04-'08 | PSV               | 0 - 2   | Fiorentina        |                                          |              |

#### Opstellingen kampioenswedstrijd
| Vitesse Arnhem | 0-1          | PSV |
| | doelpunten   | 46' Danko Lazović |
| Aad de Mos | coach        | Sef Vergoossen |
| Piet Velthuizen Paul Verhaegh Civard Sprockel Sébastien Sansoni Gill Swerts ( 73') Claudemir Remco van der Schaaf Mads Junker Jasar Takak Santi Kolk Juan Lorca | opstellingen | Gomes Carlos Salcido Dirk Marcellis Alcides Edison Méndez Timmy Simons Ibrahim Afellay ( 90') Mike Zonneveld ( 76') Jefferson Farfán Danny Koevermans ( 46') Balázs Dzsudzsák |
| ( 73') Anduele Pryor | wissels      | Danko Lazović ( 46') Slobodan Rajkovic ( 76') Otman Bakkal ( 90') |
| 4' Sébastien Sansoni 54' Remco van der Schaaf | gele kaarten | Danko Lazović 47' Jefferson Farfán 65' |
| 77' Sébastien Sansoni (2× geel) | rode kaarten | |

## Persoonlijke statistieken

### Johan Cruijff-schaal
Legenda
- W Wedstrijden
- A Assists
- Wissel in
- Wissel uit
- Doelpunt
- Gele kaart
- Rode kaart
- Speelminuten

| Spelersnaam           | Johan Cruijff-schaal | Johan Cruijff-schaal | Johan Cruijff-schaal | Johan Cruijff-schaal | Johan Cruijff-schaal | Johan Cruijff-schaal | Johan Cruijff-schaal |         |
| Spelersnaam           | W                    |                      |                      |                      | A                    |                      |                      | minuten |
| Doelverdediging       | Doelverdediging      | Doelverdediging      | Doelverdediging      | Doelverdediging      | Doelverdediging      | Doelverdediging      | Doelverdediging      |         |
| --------------------- | -------------------- | -------------------- | -------------------- | -------------------- | -------------------- | -------------------- | -------------------- | ------- |
| Gomes                 | 1                    | 0                    | 0                    | 0                    | 0                    | 1                    | 0                    | 90      |
| Bas Roorda            | 0                    | 0                    | 0                    | 0                    | 0                    | 0                    | 0                    | 0       |
| Cássio Ramos          | 0                    | 0                    | 0                    | 0                    | 0                    | 0                    | 0                    | 0       |
| Verdediging           |                      |                      |                      |                      |                      |                      |                      |         |
| Jan Kromkamp          | 1                    | 0                    | 0                    | 0                    | 0                    | 0                    | 0                    | 45      |
| Carlos Salcido        | 1                    | 0                    | 0                    | 0                    | 0                    | 0                    | 0                    | 90      |
| Manuel da Costa       | 0                    | 0                    | 0                    | 0                    | 0                    | 0                    | 0                    | 0       |
| Mike Zonneveld        | 1                    | 0                    | 0                    | 0                    | 0                    | 0                    | 0                    | 90      |
| Alcides               | 0                    | 1                    | 0                    | 0                    | 0                    | 1                    | 0                    | 45      |
| Slobodan Rajković     | 0                    | 0                    | 0                    | 0                    | 0                    | 0                    | 0                    | 0       |
| Eric Addo             | 1                    | 0                    | 0                    | 0                    | 0                    | 1                    | 0                    | 90      |
| Fagner                | 0                    | 1                    | 0                    | 0                    | 0                    | 0                    | 0                    | 30      |
| Dirk Marcellis        | 0                    | 0                    | 0                    | 0                    | 0                    | 0                    | 0                    | 0       |
| Middenveld            |                      |                      |                      |                      |                      |                      |                      |         |
| Timmy Simons          | 1                    | 0                    | 0                    | 0                    | 0                    | 0                    | 0                    | 90      |
| Mika Väyrynen         | 0                    | 0                    | 0                    | 0                    | 0                    | 0                    | 0                    | 0       |
| Edison Méndez         | 1                    | 0                    | 1                    | 0                    | 0                    | 0                    | 0                    | 59      |
| Jason Čulina          | 0                    | 1                    | 0                    | 0                    | 0                    | 0                    | 0                    | 31      |
| Ismaïl Aissati        | 1                    | 0                    | 0                    | 0                    | 0                    | 1                    | 0                    | 90      |
| Ibrahim Afellay       | 1                    | 0                    | 0                    | 0                    | 0                    | 0                    | 0                    | 90      |
| Csaba Fehér           | 0                    | 0                    | 0                    | 0                    | 0                    | 0                    | 0                    | 0       |
| John de Jong          | 0                    | 0                    | 0                    | 0                    | 0                    | 0                    | 0                    | 0       |
| Tommie van der Leegte | 0                    | 0                    | 0                    | 0                    | 0                    | 0                    | 0                    | 0       |
| Otman Bakkal          | 1                    | 0                    | 0                    | 0                    | 0                    | 0                    | 0                    | 90      |
| Aanval                |                      |                      |                      |                      |                      |                      |                      |         |
| Danko Lazović         | 0                    | 0                    | 0                    | 0                    | 0                    | 0                    | 0                    | 0       |
| Arouna Koné           | 0                    | 0                    | 0                    | 0                    | 0                    | 0                    | 0                    | 0       |
| Kenneth Pérez         | 0                    | 0                    | 0                    | 0                    | 0                    | 0                    | 0                    | 0       |
| Jefferson Farfán      | 0                    | 0                    | 0                    | 0                    | 0                    | 0                    | 0                    | 0       |
| Jonathan              | 1                    | 0                    | 0                    | 0                    | 0                    | 0                    | 0                    | 73      |
| Género Zeefuik        | 0                    | 1                    | 0                    | 0                    | 0                    | 0                    | 0                    | 17      |
| Totaal                | 1                    |                      |                      | 0                    | 0                    | 1                    | 0                    |         |
| Spelersnaam           | W                    |                      |                      |                      | A                    |                      |                      |         |
| Spelersnaam           | Johan Cruijff-schaal |                      |                      |                      |                      |                      |                      |         |

### KNVB beker
| Spelersnaam           | KNVB beker      | KNVB beker      | KNVB beker      | KNVB beker      | KNVB beker      | KNVB beker      | KNVB beker      |         |
| Spelersnaam           | W               |                 |                 |                 | A               |                 |                 | minuten |
| Doelverdediging       | Doelverdediging | Doelverdediging | Doelverdediging | Doelverdediging | Doelverdediging | Doelverdediging | Doelverdediging |         |
| --------------------- | --------------- | --------------- | --------------- | --------------- | --------------- | --------------- | --------------- | ------- |
| Gomes                 | 1               | 0               | 0               | 0               | 0               | 0               | 0               | 90      |
| Bas Roorda            | 0               | 0               | 0               | 0               | 0               | 0               | 0               | 0       |
| Cássio Ramos          | 0               | 0               | 0               | 0               | 0               | 0               | 0               | 0       |
| Verdediging           |                 |                 |                 |                 |                 |                 |                 |         |
| Jan Kromkamp          | 1               | 0               | 1               | 0               | 0               | 1               | 0               | 70      |
| Carlos Salcido        | 1               | 0               | 1               | 0               | 0               | 0               | 0               | 56      |
| Manuel da Costa       | 1               | 0               | 0               | 0               | 0               | 0               | 0               | 90      |
| Mike Zonneveld        | 1               | 0               | 0               | 0               | 0               | 0               | 0               | 90      |
| Alcides               | 0               | 0               | 0               | 0               | 0               | 0               | 0               | 0       |
| Slobodan Rajković     | 0               | 0               | 0               | 0               | 0               | 0               | 0               | 0       |
| Eric Addo             | 0               | 1               | 0               | 0               | 0               | 0               | 0               | 34      |
| Fagner                | 0               | 0               | 0               | 0               | 0               | 0               | 0               | 0       |
| Dirk Marcellis        | 0               | 1               | 0               | 0               | 0               | 0               | 0               | 30      |
| Middenveld            |                 |                 |                 |                 |                 |                 |                 |         |
| Timmy Simons          | 1               | 0               | 0               | 0               | 0               | 0               | 0               | 90      |
| Mika Väyrynen         | 0               | 0               | 0               | 0               | 0               | 0               | 0               | 0       |
| Edison Méndez         | 1               | 0               | 0               | 0               | 0               | 0               | 0               | 90      |
| Jason Čulina          | 0               | 0               | 0               | 0               | 0               | 0               | 0               | 0       |
| Ismaïl Aissati        | 0               | 0               | 0               | 0               | 0               | 0               | 0               | 0       |
| Ibrahim Afellay       | 0               | 0               | 0               | 0               | 0               | 0               | 0               | 0       |
| Csaba Fehér           | 0               | 0               | 0               | 0               | 0               | 0               | 0               | 0       |
| John de Jong          | 0               | 0               | 0               | 0               | 0               | 0               | 0               | 0       |
| Tommie van der Leegte | 0               | 1               | 0               | 0               | 0               | 0               | 0               | 28      |
| Otman Bakkal          | 0               | 0               | 0               | 0               | 0               | 0               | 0               | 0       |
| Aanval                |                 |                 |                 |                 |                 |                 |                 |         |
| Danko Lazović         | 0               | 0               | 0               | 0               | 0               | 0               | 0               | 0       |
| Danny Koevermans      | 1               | 0               | 0               | 1               | 0               | 0               | 0               | 90      |
| Arouna Koné           | 0               | 0               | 0               | 0               | 0               | 0               | 0               | 0       |
| Kenneth Pérez         | 1               | 0               | 0               | 1               | 0               | 0               | 0               | 90      |
| Jefferson Farfán      | 1               | 0               | 0               | 0               | 0               | 0               | 0               | 90      |
| Jonathan              | 1               | 0               | 1               | 1               | 0               | 0               | 0               | 62      |
| Género Zeefuik        | 0               | 0               | 0               | 0               | 0               | 0               | 0               | 0       |
| Totaal                | 1               |                 |                 | 3               | 0               | 1               | 0               |         |
| Spelersnaam           | W               |                 |                 |                 | A               |                 |                 |         |
| Spelersnaam           | KNVB beker      |                 |                 |                 |                 |                 |                 |         |

### Competitie
Legenda
- W Wedstrijden
- A Assists
- Wissel in
- Wissel uit
- Doelpunt
- Gele kaart
- Rode kaart
- Speelminuten

| Spelersnaam           | Eredivisie      | Eredivisie      | Eredivisie      | Eredivisie      | Eredivisie      | Eredivisie      | Eredivisie      |         |
| Spelersnaam           | W               |                 |                 |                 | A               |                 |                 | minuten |
| Doelverdediging       | Doelverdediging | Doelverdediging | Doelverdediging | Doelverdediging | Doelverdediging | Doelverdediging | Doelverdediging |         |
| --------------------- | --------------- | --------------- | --------------- | --------------- | --------------- | --------------- | --------------- | ------- |
| Gomes                 | 34              | 0               | 0               | 0               | 0               | 1               | 0               | 4290    |
| Bas Roorda            | 0               | 0               | 0               | 0               | 0               | 0               | 0               | 0       |
| Cássio Ramos          | 0               | 0               | 0               | 0               | 0               | 0               | 0               | 0       |
| Verdediging           |                 |                 |                 |                 |                 |                 |                 |         |
| Jan Kromkamp          | 26              | 0               | 0               | 0               | 1               | 0               | 0               | 3148    |
| Carlos Salcido        | 2               | 0               | 0               | 0               | 0               | 0               | 0               | 180     |
| Manuel da Costa       | 0               | 0               | 0               | 0               | 0               | 0               | 0               | 0       |
| Mike Zonneveld        | 2               | 0               | 0               | 0               | 1               | 0               | 0               | 180     |
| Alcides               | 1               | 0               | 0               | 0               | 0               | 1               | 0               | 90      |
| Slobodan Rajković     | 0               | 1               | 0               | 0               | 0               | 0               | 0               | 3       |
| Eric Addo             | 2               | 0               | 0               | 1               | 0               | 1               | 0               | 180     |
| Fagner                | 0               | 2               | 0               | 1               | 0               | 0               | 0               | 50      |
| Dirk Marcellis        | 0               | 0               | 0               | 0               | 0               | 0               | 0               | 0       |
| Middenveld            |                 |                 |                 |                 |                 |                 |                 |         |
| Timmy Simons          | 2               | 0               | 0               | 0               | 0               | 0               | 0               | 180     |
| Mika Väyrynen         | 0               | 0               | 0               | 0               | 0               | 0               | 0               | 0       |
| Edison Méndez         | 1               | 0               | 1               | 0               | 0               | 0               | 0               | 60      |
| Jason Čulina          | 0               | 1               | 0               | 0               | 1               | 1               | 0               | 24      |
| Ismaïl Aissati        | 2               | 0               | 1               | 0               | 0               | 0               | 0               | 165     |
| Ibrahim Afellay       | 2               | 0               | 1               | 1               | 1               | 1               | 0               | 156     |
| Csaba Fehér           | 0               | 0               | 0               | 0               | 0               | 0               | 0               | 0       |
| John de Jong          | 0               | 0               | 0               | 0               | 0               | 0               | 0               | 0       |
| Tommie van der Leegte | 0               | 0               | 0               | 0               | 0               | 0               | 0               | 0       |
| Otman Bakkal          | 2               | 0               | 0               | 1               | 1               | 0               | 0               | 180     |
| Aanval                |                 |                 |                 |                 |                 |                 |                 |         |
| Danko Lazović         | 1               | 0               | 1               | 2               | 0               | 0               | 0               | 83      |
| Kenneth Pérez         | 1               | 0               | 1               | 0               | 0               | 0               | 0               | 70      |
| Jefferson Farfán      | 0               | 0               | 0               | 0               | 0               | 0               | 0               | 0       |
| Jonathan              | 0               | 2               | 0               | 1               | 0               | 0               | 0               | 22      |
| Género Zeefuik        | 0               | 0               | 0               | 0               | 0               | 0               | 0               | 0       |
| Danny Koevermans      | 0               | 0               | 0               | 0               | 0               | 0               | 0               | 0       |
| Totaal                | 2               |                 |                 | 7               | 5               | 5               | 0               |         |
| Spelersnaam           | W               |                 |                 |                 | A               |                 |                 |         |
| Spelersnaam           | Eredivisie      |                 |                 |                 |                 |                 |                 |         |

## Mutaties

### Aangetrokken
| Speler                | Vorige club      | Contract tot |
| --------------------- | ---------------- | ------------ |
| Mike Zonneveld        | NAC Breda        | 2011         |
| Tommie van der Leegte | VfL Wolfsburg    | 2009         |
| Bas Roorda            | FC Groningen     | 2009         |
| Danko Lazović         | Vitesse          | 2012         |
| Jonathan Reis         | Atlético Mineiro | 2011         |
| Cássio Ramos          | Gremio           | 2012         |
| Fagner                | Corinthians      | 2012         |
| Balázs Dzsudzsák      | Debreceni VSC    | 2012         |

### Gehuurd
| Speler            | Oude club  | Contract tot |
| ----------------- | ---------- | ------------ |
| Slobodan Rajković | Chelsea FC | 2008         |

### Doorgestoomd vanuit de jeugdopleiding
| Speler          | Contract tot |
| --------------- | ------------ |
| Dirk Marcellis  | 2012         |
| Rens van Eijden | 2011         |

### Terug van verhuur
| Speler           | Oude club | Contract tot |
| ---------------- | --------- | ------------ |
| Jordi Hoogstrate | FC Emmen  | 2008         |

### Vertrokken
| Speler           | Nieuwe club            | Contract tot |
| ---------------- | ---------------------- | ------------ |
| Sun Xiang        | Shanghai Shenhua       |              |
| Michael Lamey    | MSV Duisburg           | 2010         |
| Phillip Cocu     | Al-Jazira Club         |              |
| Diego Tardelli   | São Paulo              |              |
| Patrick Kluivert | Lille OSC              |              |
| Michael Reiziger | Contract niet verlengd |              |
| DaMarcus Beasley | Glasgow Rangers        | 2010         |
| Oscar Moens      | Gestopt                |              |
| Alex             | Chelsea                |              |
| Roy Beerens      | SC Heerenveen          | 2010         |
| Arouna Koné      | Sevilla                | 2012         |
| Kenneth Pérez    | AFC Ajax               | 2011         |
| Manuel da Costa  | Fiorentina             |              |
| Lee Nguyen       | Randers FC             |              |

### Verhuurd
| Speler              | Nieuwe club  |
| ------------------- | ------------ |
| Jelle de Bock       | FC Eindhoven |
| Donny Gorter        | NAC Breda    |
| Juan Carlos Carrizo | Olimpo       |
| Pepe Plá            | Levante      |
| Ruud Boffin         | FC Eindhoven |
| Csaba Fehér         | NAC Breda    |